# Charles David Barry
Charles David Barry (Dublino, 30 novembre 1859 – Nizza, 7 febbraio 1928) è stato un tennista e crickettista irlandese.

## Biografia
Mentre era impegnato a studiare legge all'Università di Dublino, Charles David Barry si diede alla pratica sportiva, eccellendo nel cricket e soprattutto nel tennis. Uno dei più forti tennisti irlandesi dell'epoca, partecipò nel 1879 alla prima edizione dell'Irish Open, venendo sconfitto solamente in finale da Vere St. Leger Goold (6-8, 6-8). Nello stesso anno partecipò anche al singolare maschile di Wimbledon, venendo tuttavia sconfitto ai quarti di finale da Cecil Parr (2-6, 5-6, 4-6).
Dopo le delusioni del 1879 si ritirò dal tennis e si concentrò sul cricket, entrando a far parte della formazione dell'Università di Dublino e perfino della nazionale di cricket dell'Irlanda, disputando vari incontri ufficiali. Continuò a giocare almeno per tutti gli anni 1880.
Dopo il definitivo ritiro dalle competizioni agonistiche divenne un rinomato avvocato di Dublino, specializzato nel ruolo di barrister. Morì nel 1928 durante un viaggio a Nizza.